# Любачув
Любачув (пол. Lubaczów, укр. Любачів, рус. Любачев) — город в юго-восточной Польше, административный центр Любачувского повета Подкарпатского воеводства (с 1999 года). Расположен на Тарногрудском плато, в устье притока Любачувки, Солотвы, неподалёку от границы Польши с Украиной, в 50 км северо-восточнее Пшемысля.
Современные польские учёные отмечают, что археологические культуры из Посянья, в частности с Любачувского края и бассейна реки Любачувки, имеют своё культурно-этническое и археологическое продолжение и идентичность, как и аналогичные с тождественными археологическими культурами в бассейнах рек Днестр, Прут, Серет. На торгово-экономические и этнические взаимоотношения и контакты людей бассейнов рек Сян, Любачувка с населением из бассейнов рек Днестр, Прут, Серет, на это указывают украинские, словацкие и чешские учёные XIX—XXI веков, что даёт право подчеркнуть, что кельтская и римская эпохи, культуры Посянья и Поднестровья функционировали в одной этнической, политической, торгово-экономической и культурно-религиозной инфраструктуре. Найденная в бассейне реки Любачувка общая торгово-ремесленная керамика, большое количество римских монет эпохи императоров Антония Приса, Коммода, Константина I Великого, Теодорика II, а зафиксированная со II—III века на территории Любачув Черняховско-готская культура с её раннехристианской символикой — «готскими крестами», которая является тождественной с археологической черняховской культурой бассейна Днестра, ярко свидетельствует об общей этничности населения Сяно-Днестровского бассейнов. С IV—V веков на территории Посянья, в частности бассейна реки Любачувка, чётко отмечено доминирование славянской, пражской археологической культуры, аналогичной с найденными примерами такой славянской культуры на территории Чехии, Словакии, Посянья, Поднестровья, Попрутья и Молдавии.
Город является центром социально-экономического и культурного региона. Любачув — независимый муниципалитет, который также включает в себя местную сельскую общину, которая, в свою очередь, включает 21 близлежащий город, округа и деканат римско-католической епархии Замостя-Любачува. В городе есть много банков, юридических и нотариальных контор, учебных и обслуживающих подразделений, политических, профессиональных и общественных организаций.

## История
Первое упоминание о древнерусском Любачеве, находившемся в составе Галицко-Волынского княжества, относится к 1211 году. Согласно договору между сандомирским князем Лешеком Белым, который активно вмешивался во внутреннюю политику галицко-волынской земли, и венгерским королём Андреем город получил воевода Пакослав Ласочич. Любачевский детинец находился к югу от современного центра города, на левом берегу Любачувки. В 1376 году город получил магдебургское право как город в Русском воеводстве Польши и с тех пор стал называться Любачув (Lubaczów). В 1462 году, после смерти последнего равско-мазовийского князя, город перешёл под управление короля. В 1523 году Любачувскому староству королём Сигизмундом Старым предоставлены многочисленные привилегии.
В 1648—1649 годах украинские жители города принимали непосредственное участие в освободительной войне украинского народа во главе с Богданом Хмельницким против польского господства.
7—8 октября 1672 года, во время похода Собеского против татарских отрядов в польско-турецкой войне (1672—1676), неподалёку от Любачува проходила битва под Немировом.
С 1772 по 1918 годы город находился под австрийским правлением. В 1817 году в городе был убран последний староста, а в 1868 году австрийская власть перенесла правительство к Цешануву. После первой мировой войны город был оккупирован поляками.
В декабре 1918 года Любачувская рота Войска Польского под командованием капитана Станислава Домбека вела неподалёку бой против украинской армии, оккупируя Восточную Галицию. Латинский священник и майор Станислав Синковский во время боя лечил и выносил раненых, помогал стрелкам, посылал солдат в бой, а также служил в качестве военного священника.

### Период в Польской Республике
С 23 декабря 1920 года в Львовском воеводстве Польской Республики. С 1922 года становится центром Любачувского повета после переноса столицы из Цешанува.
1 сентября 1939 года германские войска напали на Польскую Республику, началась Германо-польская война 1939 года.
7 сентября 1939 года Любачув бомбили немецкие самолёты, а 12 сентября немцы уже оккупировали город. 14 сентября 1939 года 21-я горная пехотная дивизия под управлением генерала бригады Йозефа Кустреня с целью освобождения города на землях около Любачува вела тяжёлые бои против немцев, которые продолжались 13 дней. В распоряжении дивизии было около 3500—4000 солдат. Из вооружения: 47 крупнокалиберных пулемётов, 19 противотанковых пушек, 13 пушек обычных и 3 танка «Виккерс». 16 сентября 1939 года, дивизия, пытаясь прорваться, была втянута в ожесточенный бой с превосходящими силами немецкой 45-й пехотной дивизии под Олешицами. Около 14 часов в лесу между Козеювкой и Улазовом генерал Кустронь был убит, участвуя в атаке. После победы над польской армией немецкие войска вернулись в Любачув, но почти сразу, 26 сентября, вышли, поскольку город по пакту Молотова — Риббентропа стал находиться на советской территории.
17 сентября 1939 года Красная Армия Советского Союза вступила на территорию восточной Польши — Западной Украины, и 28 сентября 1939 года был подписан Договор о дружбе и границе между СССР и Германией.
27 октября 1939 года установлена Советская власть.

### Период в Советском Союзе
C 14 ноября 1939 года в составе Украинской Советской Социалистической Республики.
4 декабря 1939 года стал центром Любачувского района Львовской области (Указ Президиума Верховного совета СССР от 4 декабря 1939 года).
22 июня 1941 года, с началом Великой Отечественной войны, город вновь был оккупирован немцами. В результате этой оккупации была истреблена большая часть еврейского населения города (около 2000 человек из тогдашних 6000). Датой окончания немецкой оккупации считается 22 июля 1944, когда в город вновь вошли советские войска.
В 1945 году в Любачув временно была перенесена столица львовских архиепископов, в связи с чем приходской костел стал костелом кафедральным. Площадь, оставшаяся после львовского архиепископа на территории Польши, была названа Площадью «архиепископа Любачувского» (коммунистическая власть согласилась только с этим названием, потому что она не могла вспоминать то, что Львов ранее был оккупирован поляками). Сюда были временно перевезено награбленное с востока, в том числе чудотворный образ Матери Божьей Белзской (1951—1974, который сейчас находится в Тарношини), мощи архиепископа Якова Стрепы (20 октября 1966), урна с сердцем архиепископа Юзефа Бильчувского. В 1946—1980 годах здесь находился оригинал (сегодня есть только копия) чудотворного образа Матери Божьей Ласковой, к которому приезжал тогдашний львовский митрополит-епископ Евгениуш Базяк.
25 марта 1992 года на месте епархии архиепископа Любачува была возведена епархия Замосць-Любачува, которая была включена к Перемышльской митрополии Латинского обряда. При открытии присутствовал и говорил проповедь Иоанн Павел II.

## Демография
Данные на 1 декабря 2009 года:
| Описание                       | Всёго  | Всёго | Женщины | Женщины | Мужчины | Мужчины |
| ------------------------------ | ------ | ----- | ------- | ------- | ------- | ------- |
|                                | чел.   | %     | чел.    | %       | чел.    | %       |
| население                      | 12 834 | 100   | 6417    | 51,84   | 5962    | 48,16   |
| плотность населения (чел./км²) | 485,8  | 485,8 | 251,3   | 251,3   | 234,6   | 234,6   |

## Местонахождение
Любачув расположен в восточной части Подкарпатского воеводства, в самом центре Любачувского уезда. Географически город находится на Тарногородском плато, в устье притока Любачувки (которая, в свою очередь, является притоком Сяна), Солотвы. Расположен недалеко от границы с Украиной.
В 1975—1998 годах город находился в Перемышльском воеводстве.
Граничит с гминами Олешице, Любачув и Цешанув.

## Площадь
По данным 2006 года Любачув имеет площадь 26 км², в том числе:
- поля: 72 %;
- леса: 11 %.

Сам же город занимает 1,97 % площади повета.

## Архитектура

### Город

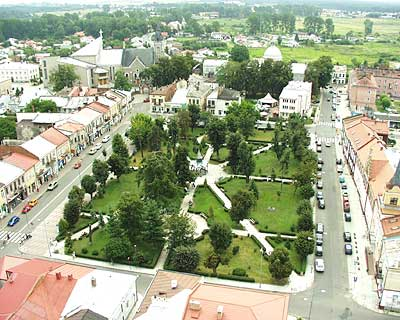
Площадь Рынок в Любачуве

Главной и самой старой частью города является центр, который расположен на плато между Солотвой и Любачувкой. Менее чем в полукилометре от центра на юг, на левом холме от Любачувки расположен старый город, названный замком. Вокруг центра расположены городские застройки, жилые районы, поселки и села. Западная часть города называется Запжекоп. На юго-востоке, на левой стороне Любачувки, находится район Островец, который когда-то был отдельным селом. На западе находится посёлок Мазур. В этой части находится городской парк с остатками замка, а также музей.

### Достопримечательности

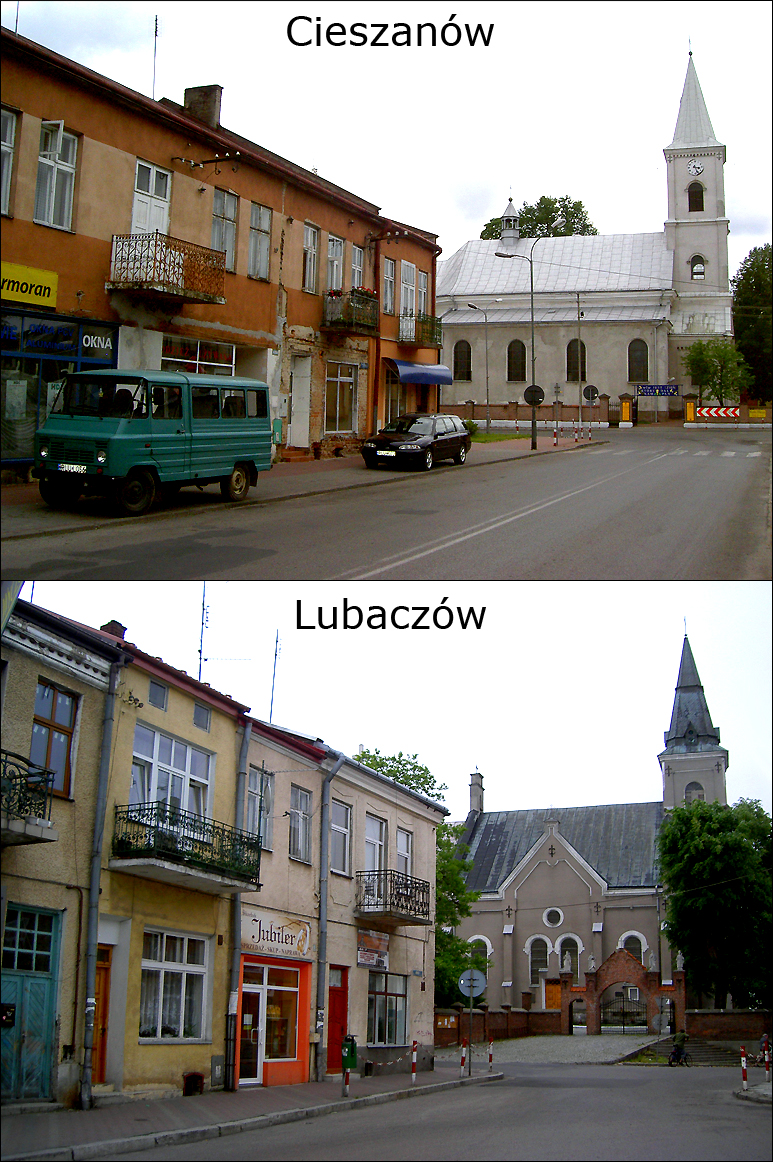
Сравнение Цешанува и Любачува

Список достопримечательностей, находящихся в Любачуве:
- Церковь святого Николая.
- Ратуша.
- Железнодорожная станция с водонапорной башней (1880).
- Еврейское кладбище.
- Городское кладбище второй половины XIX в.
- Замковая застройка на холме, в которую входит: остатки замка и укреплений (XVI—XVII вв.), Амбар начала XIX в. (ныне музей) и парк (основан в 1915 году).
- Коммерческое здание на ул. Костюшко, 75 (рубеж XIX—XX веков).
- Дом на ул. Костюшко, 78 (построен в 1932—1934 годах).
- Дом на ул. Мицкевича, 26 (1900 год).
- Магистраль на ул. Экономики (1929 год).

## Персоналии

### Родились
- Владислав Витвицкий — психолог, философ, переводчик и иллюстратор диалогов Платона, живописец.
- Марьян Войцеховский — полковник Войска польского.
- Станислав Дембицкий — профессор Краковской академии изящных искусств, польский художник и иллюстратор книг.
- Станислав Домбек — полковник Войска польского, посмертно награждён званием генерала бригады.
- Евгений Клос — украинский физик, педагог, профессор.
- Роберт Корженёвский — польский спортсмен, многократный олимпийский и мировой чемпион.
- Роман Козий — советский и украинский тренер и педагог.
- Давид Корнага — польский писатель.
- Йозеф Михалик — польский политик, член Сейма от второго срока.
- Францишек Миштал — авиационный конструктор, профессор Варшавского технологического университета.
- Огирко, Петр Иванович — клирошанин Стемфордского апостольского экзархата,США.
- Александр Сас-Бандровский — польский певец, профессор пения.
- Лариса Скорик — украинский архитектор и общественно-политический деятель.
- Ярослав Фургала — польский скульптор.
- Генрик Цёх — польский юрист, преподаватель академии, адвокат, профессор юридических наук.
- Эугениуш Ткачишин-Дыцкий — польский поэт, лауреат премии Нике (2009).

### Умерли
- Ярослав Старух — украинский политический и военный деятель, публицист, государственный секретарь министерства информации и пропаганды Украинского государственного правления, член провода ОУН и проводник Закерзонского края. Рыцарь Золотого Креста Заслуги 1-го кл.

## Образование

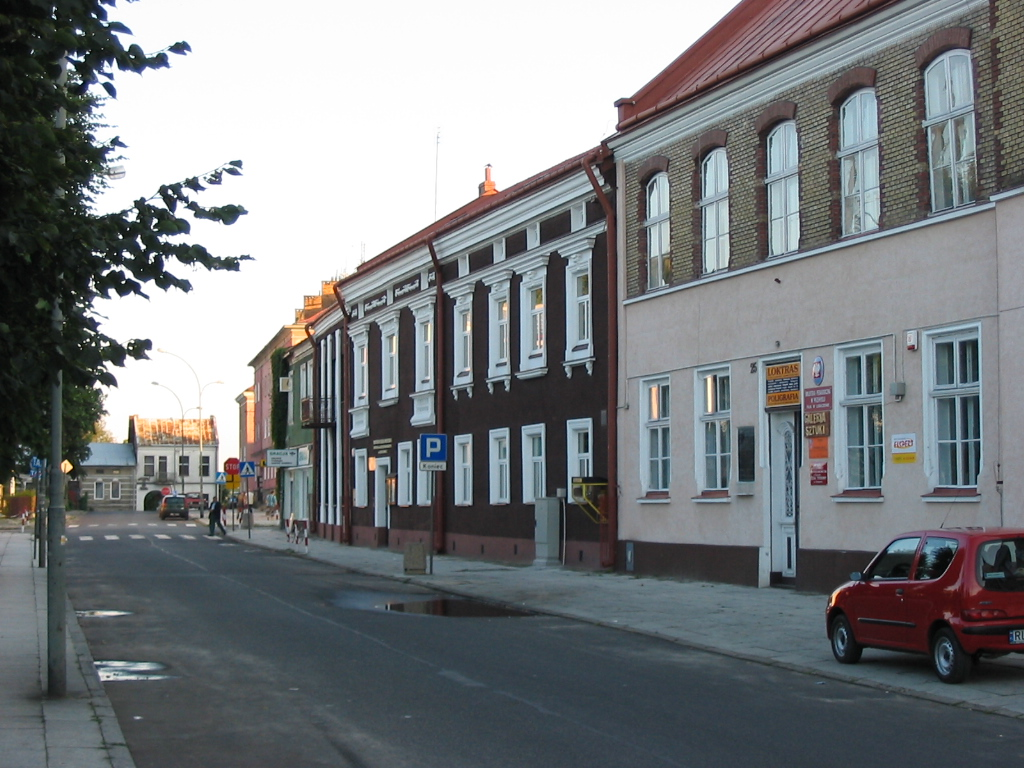
Любачувская музыкальная школа

- Начальная школа № 1 имени генерала Станислава Домбека;
- Начальная школа № 2 имени защитников Любачова;
- Общественная школа № 1 имени майора Пшемыслава Инглота;
- Общественная школа № 2 имени короля Яна III Собеского;
- Общеобразовательный лицей имени Тадеуша Костюшко;
- Командная школа имени генерала Йозефа Кустроня;
- Любачувская музыкальная школа.

## Культура

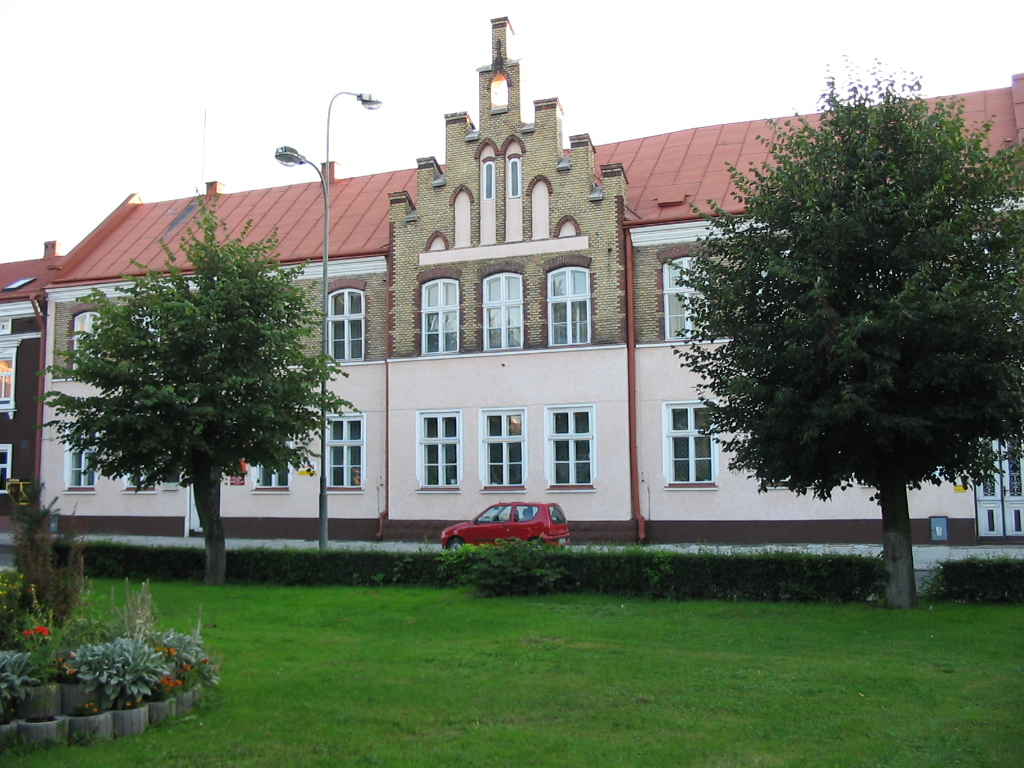
Педагогическая библиотека

- Краеведческий музей;
- Городской дом культуры;
- Городская публичная библиотека;
- Педагогическая библиотека;
- Центр культуры и спорта повета.

## СМИ
- «Твоё радио Любачув»;
- Любачувский интернет-портал (www.lubaczow24.com);
- Спортивная служба Любачувского уезда;
- Любачувское телевидения (www.lubaczow.tv);
- Информационный портал Любачувской земли (iLubaczów.pl (недоступная ссылка — история).).

## Спорт
- Городской спортивный центр;

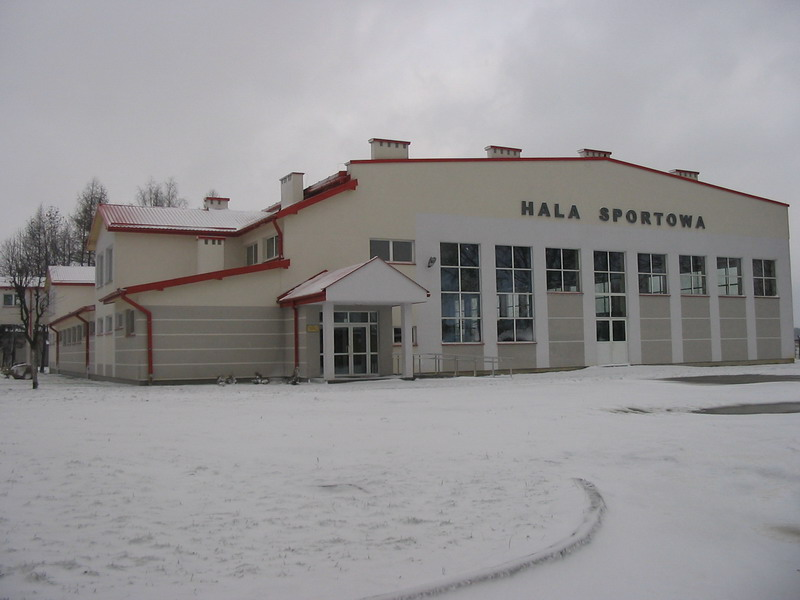
Спортивный зал командной школы в Любачуве

- Городской спортивный клуб «Погонь-Сокол»;
- Студенческие спортивные клубы;
- Третья лига мужского волейбола;
- Центр культуры и спорта уезда.

## Религия

### Римско-католическая церковь
- Приход им. святого Станислава;
- Приход им. Якова Стржемы;

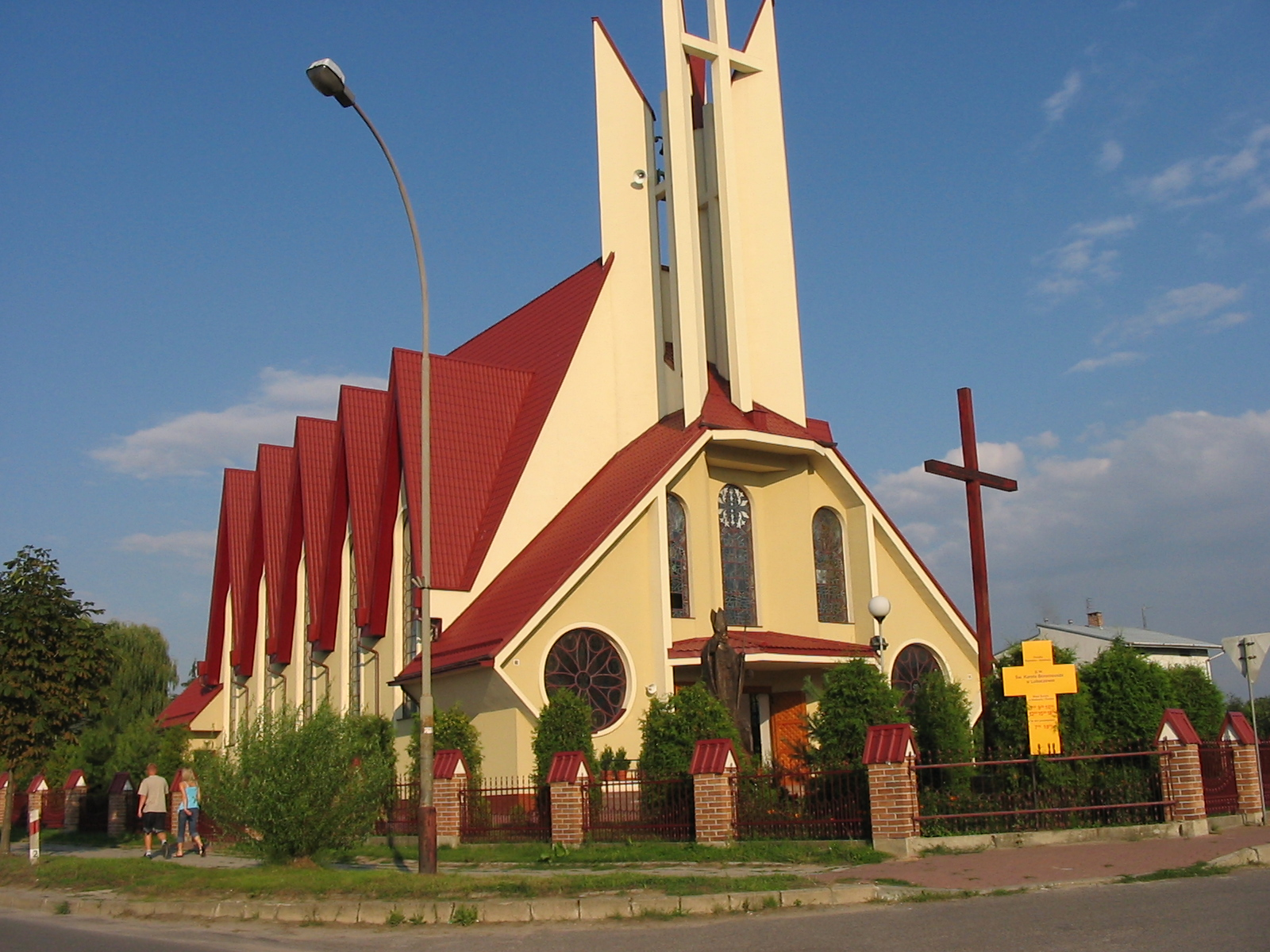
Церковь св. Кароля Бороммея

- Приход им. святого Кароля Бороммея.

### Греко-католическая церковь
- Приход им. святого Николая Чудотворца.

### Свидетели Иеговы
- Сбор Свидетелей Иеговы.

### Другие религии
- Иудаизм. В городе пять синагог:
  - Старая Любачувская синагога;
  - Новая Любачувская синагога;
  - Малая Любачувская синагога;
  - Западная Любачувская синагога;
  - Восточная Любачувская синагога.

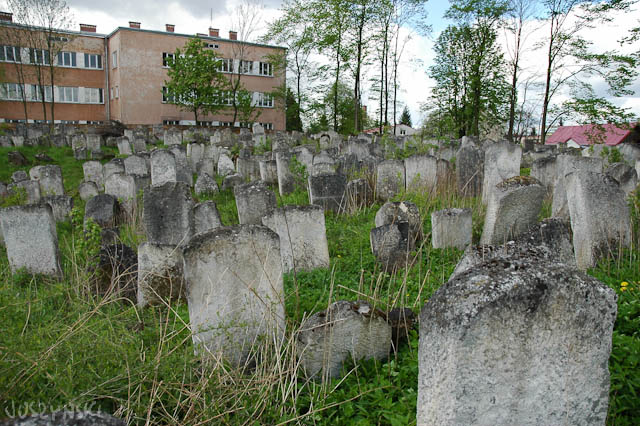
Еврейское кладбище

Также в городе есть еврейское кладбище, как память о погибших.

## Транспорт

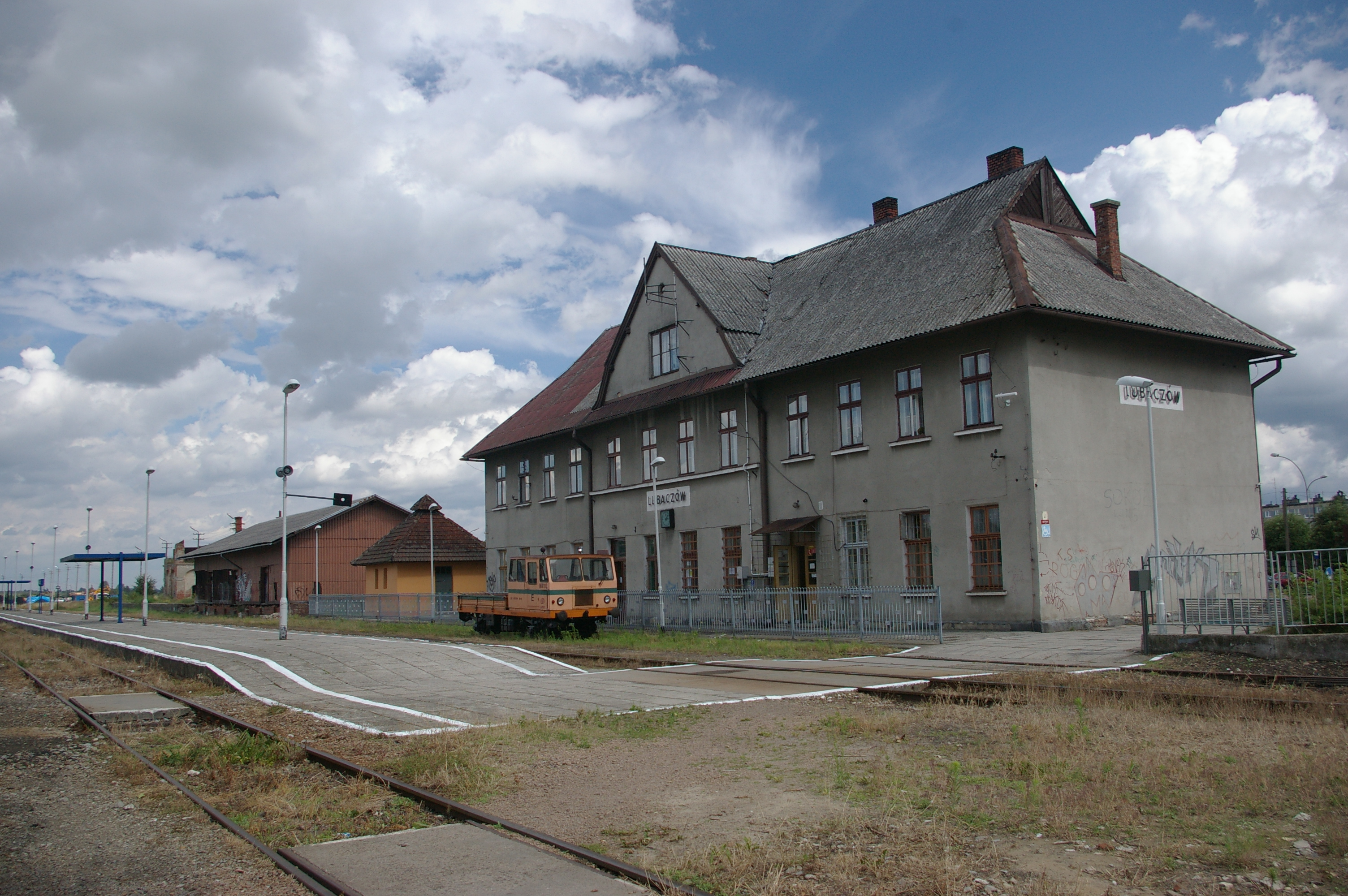
Железнодорожная станция «Любачув»

В черте города находится железнодорожная станция.
Также от Любачува проходят дороги к Корчева (до границы с Украиной — 25 км), и далее до Перемышля, Ярослава (до дороги E 40), Белжец, Томашова, Хоринца-Здруй и Будомерца (в котором планируется сделать пограничный пункт).

## Города-побратимы

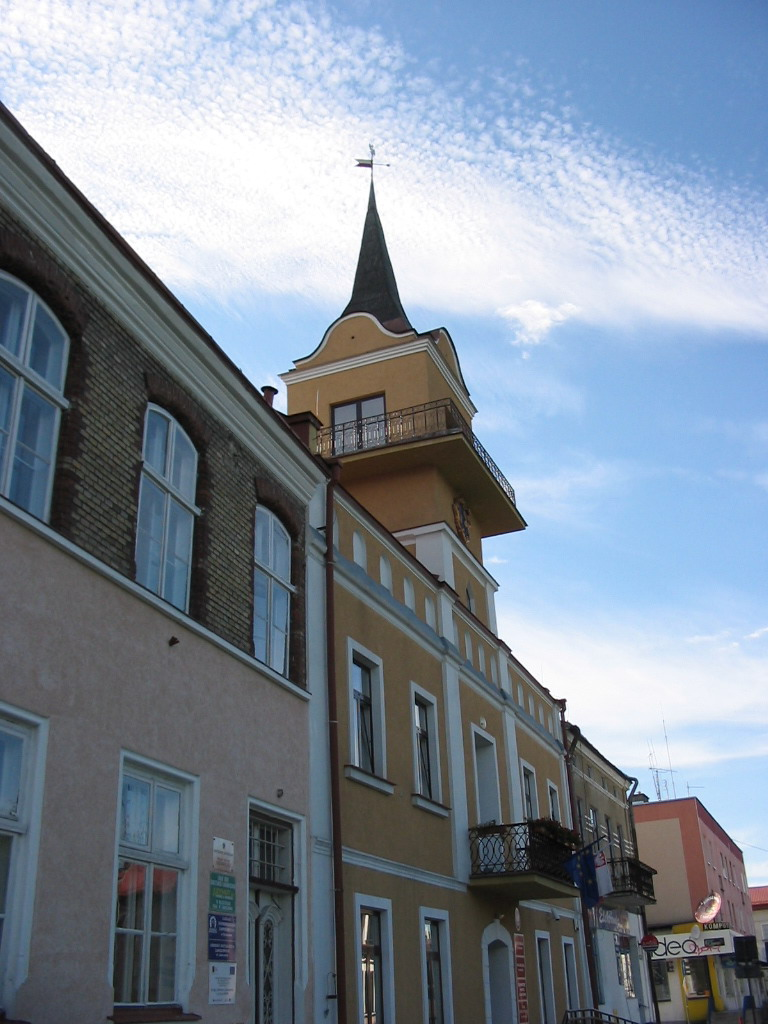
Любачувская ратуша

- Собранце, Словакия
- Теребовля, Украина
- Тоштедт, Германия
- Эрд, Венгрия
- Яворов, Украина

## Почётные граждане города
- Агенор Голуховский Старший
- Казимеж Гурский;
- Рут Зутер;
- Марьян Яворский;
- Станислав Скородецкий;
- Роберт Корженёвский;
- Клаус-Дитер Файндт;
- Иоанн Павел II;
- Истван Ковац;
- Бейла Дёчоковский.